# Caterina Appiani
Caterina Appiani, född 1398 i Piombino, död 19 december 1451 i Scarlino, var regerande dam av Furstendömet Piombino från 1441 till 1451. Hon efterträdde sin mor, Paola Colonna. Hon efterträddes av Emanuele Appiani.